# Taraconica vadonae
Taraconica vadonae là một loài bướm đêm trong họ Noctuidae.